# Hustlers
Hustlers (bra: As Golpistas; prt: Ousadas e Golpistas) é um filme americano de 2019, do gênero comédia dramático-policial de suspense, escrito e dirigido por Lorene Scafaria, sendo livremente baseado no artigo "The Hustlers at Scores", da jornalista Jessica Pressler, publicado em 2016 pela revista New York Magazine. 
Estrelado por Constance Wu, Jennifer Lopez, Lili Reinhart, Cardi B, Julia Stiles, Keke Palmer e Lizzo, o filme conta a história de strippers que se unem para aplicar golpes em seus clientes, que são homens ricos e corretores que trabalham na bolsa de valores de Wall Street. Lopez serve também como produtora do filme pela sua empresa Nuyorican Productions, ao lado de Jessica Elbaum, Will Ferrell e Adam McKay.
Anunciado originalmente em fevereiro de 2016, o filme seria distribuído pela Annapurna Pictures, porém em meio a problemas financeiros, a empresa abandonou os direitos em outubro de 2018, até que a STX Entertainment comprou seus direitos. As filmagens ocorreram em Nova Iorque entre março e maio de 2019.
O filme teve sua estréia mundial em 7 de setembro de 2019 no Festival Internacional de Cinema de Toronto, e foi lançado nos cinemas americanos em 13 de setembro de 2019 pela STXfilms. Foi lançado em Portugal em 26 de setembro de 2019 pela Cinemundo e no Brasil em 5 de dezembro de 2019 pela Diamond Films. O filme arrecadou US$ 157 milhões em todo o mundo e recebeu críticas positivas da mídia especializada.

## Enredo
Ambientado em Nova Iorque, a mãe solteira Destiny se junta em um clube de strippers com o intuito de ganhar dinheiro para sustentar sua família, porém a mesma cria um esquema de ganhar mais dinheiro roubando de seus clientes, que são corretores ricos que trabalham na bolsa de valores de Wall Street, contando com a ajuda de outras strippers.

## Elenco
- Constance Wu como Dorothy / Destiny
- Jennifer Lopez como Ramona
- Keke Palmer como Mercedes
- Lili Reinhart como Annabelle
- Julia Stiles como Elizabeth
- Cardi B como Diamond
- Lizzo como Liz
- Madeline Brewer como Dawn
- Mercedes Ruehl como Mama
- Frank Whaley como Reese
- Usher como ele mesmo
- Wai Ching Ho como avó de Destiny
- G-Eazy como Johnny
- Trace Lysette como Tracey
- Mette Towley como Justice
- Vanessa Aspillaga como Manuela
- Stormi Maya como Angel
- Brandon Keener como Alpha
- Jovanni Ortiz como Joe
- Steven Boyer como Doug
- Paul A Nielsen como Detetive Hunter
- Jon Glaser como Mark
- Kersti Bryan como Amy
- Rhys Coiro como Spencer
- Devin Rathay como Stephen

## Produção

### Pré-produção
Em fevereiro de 2016, foi anunciado que Jessica Elbaum, Will Ferrell e Adam McKay produziriam Hustlers, através da Gloria Sanchez Productions. O filme também foi produzido por Elaine Goldsmith-Thomas e Jennifer Lopez através da Nuyorican Productions. Em maio de 2016, a Annapurna Pictures foi anunciada como o estúdio que iria produzir e distribuir o filme, com Megan Ellison e Chelsea Barnard encarregadas na produção. Em outubro de 2018, foi anunciado que a Annapurna Pictures havia deixado a produção do filme, com a STX Entertainment adquirindo os direitos de distribuição do filme. Annapurna supostamente desistiu do filme devido a preocupações com o orçamento.

### Desenvolvimento
Hustlers foi dirigido por Lorene Scafaria a partir de um roteiro que ela escreveu. Ao receber o roteiro de Scafaria pela primeira vez, a Gloria Sanchez Productions teve Martin Scorsese em mente para dirigir, ao mesmo tempo em que considerava Adam McKay. A produtora Jessica Elbaum afirmou que sua abordagem inicial era "enviar isso para as pessoas que vimos fazer esse tipo de filme". Depois que Scorsese e outros diretores rejeitaram o projeto, os produtores finalmente deram a Scafaria, que se recusou a assumir outros projetos de direção na esperança de dirigir Hustlers, o sinal verde para dirigir. Scafaria convenceu os produtores a contratá-la como diretora com um rolo de dois minutos que ela criou para demonstrar seu conceito. Scafaria descreveu o "julgamento que as pessoas têm sobre strippers" como um desafio para fazer o filme. De acordo com a produtora Elaine Goldsmith-Thomas, que estava lançando Hustlers para uma série de estúdios depois que Annapurna o abandonou, "[os executivos masculinos do estúdio] ficaram um pouco desconfortáveis. Eles podem apenas drogar os bandidos? Eles podem simplesmente fazer isso com as pessoas que merecem?'"

### Escolha do elenco
Depois de ser escolhida para dirigir, Scafaria passou dois anos no elenco de Hustlers. Em agosto de 2018, Jennifer Lopez foi anunciada como a protagonista. Lopez foi a primeira escolha de Scafaria para interpretar Ramona, afirmando: "assim que terminei, percebi, Oh meu Deus, Ramona é Jennifer Lopez [...] Tem que ser ela." Lopez, que interpreta uma stripper veterana no filme, começou a treinar pole dance com a dançarina e coreógrafa profissional Johanna Sapakie dois meses e meio antes de filmar em preparação para uma cena em que Lopez realiza uma grande rotina solo de pole dance sem uma substituta profissional. Constance Wu se juntou ao elenco principal em outubro, depois de se colocar em fita, observando: "Eu sabia que meu currículo naquele momento não tinha nada que indicasse que eu poderia desempenhar esse papel". Em março de 2019, Lili Reinhart, Cardi B, Keke Palmer, Julia Stiles e Mercedes Ruehl se juntaram ao elenco e Trace Lysette, Mette Towley e Vanessa Aspillaga em negociações, sendo confirmados depois. Na mesma semana, Madeline Brewer e Frank Whaley se juntaram ao elenco. Em abril de 2019, a rapper Lizzo se juntou ao elenco. Em maio de 2019, o rapper Usher se juntou ao elenco. Scafaria teve a ideia de escalar Cardi B, uma ex-stripper, no filme, levando Lopez a convencê-la a participar do projeto. Lopez disse: "Eu sei que ela conhecia este mundo melhor do que qualquer uma de nós. Eu disse a ela que ela tinha que fazer isso. E eu não ia aceitar um não como resposta."

### Filmagens
A filmagens começaram em 22 de março de 2019 em Nova Iorque, com duração de 29 dias. A produção terminou em 3 de maio. As cenas também foram filmadas ao norte da cidade em New Rochelle, White Plains e no Palisades Center. De acordo com a produtora Elaine Goldsmith-Thomas, o orçamento de produção do filme foi de US$ 20,7 milhões. As aparições de Usher, Lizzo e Cardi B foram todas filmadas no mesmo dia.

### Figurino
O figurinista de Hustlers, Mitchell Travers, definiu as origens dos figurinos e do tratamento do filme em uma entrevista à Vanity Fair, afirmando que "eu sabia que [tinha] que absolutamente impressionar o público e deixá-los saber que isso não seria como qualquer filme que eles tenham visto antes." Travers desenhou os figurinos para Lopez para mostrar a força e o tônus muscular que ela acumulou durante seu treinamento pré-Hustlers. Sem entrar em conflito com a classificação R planejada do filme, ele sonhou com o macacão de diamante que estava essencialmente conectado por três tiras. Travers comentou: "Fizemos muita pesquisa e desenvolvimento para encontrar algo que pudesse [se esticar em todas as direções durante a dança de Lopez]. É uma roupa de performance e realmente teve que trabalhar para essa sequência. Fizemos vários ajustes nele. É feito sob medida dentro de uma polegada de sua vida, completamente personalizado para ela."

### Música
A trilha sonora de Hustlers apresenta uma lista de músicas que vão desde R&B do final dos anos 1990, dance music, indie pop, até interlúdios clássicos, incluindo Janet Jackson, Fiona Apple, Britney Spears, Rihanna, Lorde e Frédéric Chopin. Como Scafaria explicou: "Eu pensei [no filme] como um musical — as próprias músicas contavam uma história. A maioria das escolhas musicais também foi escrita no roteiro, eu obviamente imaginei cenas para essas músicas, e filmamos essas músicas, mas você nunca sabe se você vai conseguir os direitos." O supervisor musical do filme, Jason Markey, conseguiu que artistas de Big Sean a Bob Seger autorizassem a inclusão de suas músicas na trilha sonora de Hustlers; no entanto, o filme deliberadamente não apresenta nenhuma música dos catálogos de Jennifer Lopez, Lizzo ou Cardi B. Markey observou que "nós também não tínhamos uma partitura; cada música fazia uma declaração sobre a cena".

## Distribuição

### Lançamento
A prévia do trailer de Hustlers estreou online em 17 de julho de 2019. O trailer completo estreou online em 3 de setembro de 2019.
Hustlers teve sua estreia mundial no Festival Internacional de Cinema de Toronto em 7 de setembro de 2019. Foi lançado nos cinemas dos Estados Unidos em 13 de setembro de 2019. No Brasil, o filme foi lançado em 5 de dezembro de 2019. O estúdio gastou cerca de US$ 38 milhões em promoções e propaganda.

### Censura
O filme foi proibido de ser lançado na Malásia e recebeu censura em vários países asiáticos. O filme foi negado um certificado de liberação pelo Conselho de Censura de Filmes da Malásia, por mostrar o que as autoridades chamaram de "conteúdo obsceno excessivo".

## Recepção

### Bilheteria
Hustlers arrecadou US$ 105 milhões nos Estados Unidos e Canadá, e US$ 52,6 milhões nos demais territórios, para um total mundial de US$ 157,6 milhões. Deadline Hollywood calculou o lucro líquido do filme em US$ 47 milhões, considerando todas as despesas e receitas.
Nos Estados Unidos e Canadá, o filme foi lançado ao lado de The Goldfinch, e foi projetado para arrecadar US$ 25–30 milhões de 3.250 cinemas em seu fim de semana de estreia. O filme arrecadou US$ 13,1 milhões em seu primeiro dia, incluindo US$ 2,5 milhões nas prévias de quinta-feira à noite. Foi a maior bilheteria em um único dia na história da STX Entertainment. O filme estreou com US$ 33,2 milhões, terminando em segundo lugar, atrás do remanescente It Chapter Two; a abertura marcou o maior sucesso da história da STX e o melhor da carreira de Lopez em live-action. A distribuição do público do fim de semana de abertura foi de 67% do sexo feminino, incluindo 69% com mais de 25 anos. Ele caiu 49% em seu segundo fim de semana para US$ 16,8 milhões, terminando em quinto, e faturou US$ 11,5 milhões em seu terceiro fim de semana, saltando para o terceiro.

### Crítica

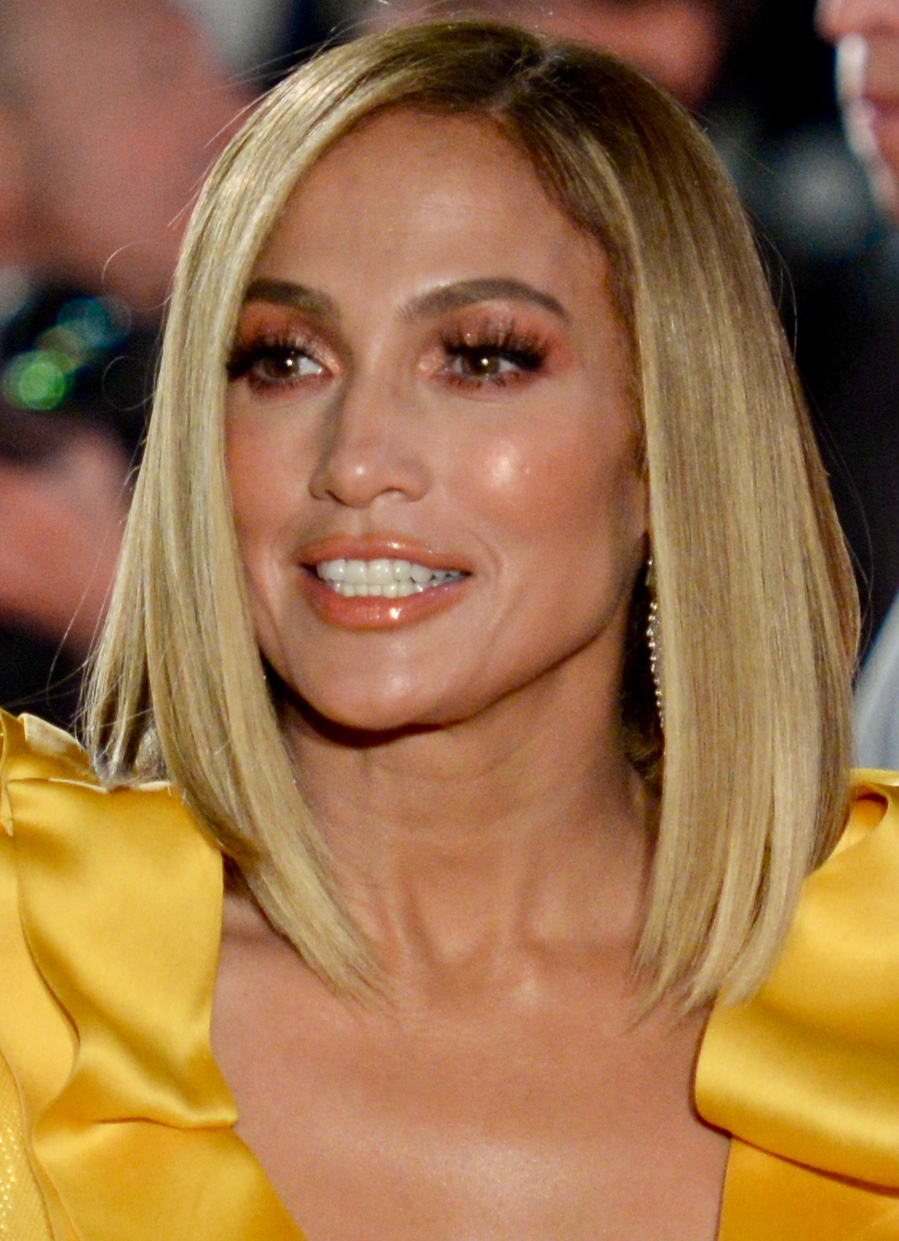
O desempenho de Jennifer Lopez como Ramona Vega foi aclamado pela crítica, com alguns considerando o melhor de sua carreira de atriz.

Hustlers recebeu críticas positivas dos críticos especializados em cinema. No portal Metacritic, o filme mantém uma pontuação de 79 em 100, com base em 44 críticas, indicando "avaliações favoráveis". O agregador de resenhas Rotten Tomatoes, mantém o filme em um índice de aprovação de 87% com base em 357 comentários e uma classificação média de 7,31/10. O consenso crítico do site diz: "Liderado pela melhor atuação de Jennifer Lopez, Hustlers é um drama de assalto com profundidade e inteligência para combinar com seu apelo visual impressionante". O público pesquisado pelo CinemaScore deu ao filme uma nota média de "B–" em uma escala de A + a F, e os do PostTrak deram uma média de 3,5 de 5 estrelas e 50% de "recomendação definitiva". O filme também foi escolhido pela revista Time, HuffPost, e NPR como um dos melhores filmes de 2019.
Christy Lemire classificou o filme com 3 estrelas, descrevendo Hustlers como "Goodfellas em uma corda G... O filme de Scafaria é sempre uma explosão de assistir, resultando em um nível surpreendente de profundidade emocional". Lemire também o descreveu como "o melhor trabalho de tela de Lopez desde seu auge em Selena e Out of Sight..." e um "... melhor desempenho da carreira". Kate Erbland, do portal IndieWire, deu ao filme uma nota "A-", chamando-o de "engraçado, empoderador, sexy, emocional e um pouco assustador" e dizendo que a "conversa do Oscar pela revelação, e a emoção de Jennifer Lopez como um tom brilhante e exótico". Peter DeBruge do portal Variety, escreveu: "ativo, carnudo e impossível de ignorar, onde prostitutas equivalem a nada menos do que um momento cultural, inspirado por um perfil escandaloso New York Magazine... adaptado pela roteirista e diretora Lorene Scafaria em sua maioria Scorsese, e estrelando Jennifer Lopez como você nunca a viu antes".
Justin Chang, escrevendo para o Los Angeles Times, descreve o filme como "atrevido e revigorante", afirmando que "a compreensão clara de Scafaria dessa distinção que torna Hustlers mais do que apenas um conto de advertência de garotas enlouquecidas, um desfile de esconde-esconde ou um amálgama hipócrita dos dois. A empatia do filme por seus protagonistas e sua raiva totalmente justificada contra os arquitetos do colapso financeiro é controlada pelo conhecimento de que toda confusão tem seus danos colaterais." Benjamin Lee, do The Guardian, avaliou o filme com 4 de 5 estrelas, afirmando que "mesmo quando os filmes se concentraram em strippers como algo diferente de vitrines, eles ainda foram escritos e dirigidos por homens e suavizaram as arestas mais ásperas, transformando-as Em vez disso, Scafaria vê o clube de strip como qualquer outro local de trabalho, cheio de política interna e uma hierarquia de poder em constante mudança." Beandrea July do The Hollywood Reporter afirmou que "Hustlers entrega seu hype enquanto consistentemente faz o inesperado. Scafaria, cuja última foto foi o veículo de Susan Sarandon The Meddler (2015), se destaca em mergulhar o público no mundo do trabalho sexual em clubes , silenciosamente nos desiludindo cena por cena de quaisquer estereótipos sobre quem são essas mulheres."
Emily VanDerWerff, do Vox, escreve que "enquanto você está distraído com toda aquela confusão e as muitas, muitas piadas ótimas do filme, Hustlers está silenciosamente compondo alguns pensamentos profundamente profundos sobre os relacionamentos que as mulheres constroem umas com as outras". Brennan Carley, da GQ, chamou Hustlers de o melhor filme de 2019 até hoje, observando: "começar com um estrondo é uma coisa; manter essa energia durante todo o tempo de execução é o que torna esse filme de strippers que se tornaram criminosos um feito tão magistral." O crítico de cinema da Rolling Stone, Peter Travers, também foi positivo, afirmando que "Hustlers não faz rodeios sobre o que acontece nessas 'salas de champanhe' fora do palco. A intenção não é explorar, mas mostrar como as mulheres conseguem viver e trabalhar em uma mundo do homem predatório", acrescentando que "na provocação ferozmente engraçada de um filme de Scafaria — não há como fugir das sombras — são as mulheres que assumem o controle".